# Albu
Albu (deutsch: Alp) war eine Landgemeinde im estnischen Kreis Järva mit einer Fläche von 257 km². Sie hatte 1401 Einwohner (Stand: 1. Januar 2010). Seit 2017 ist sie Teil der Gemeinde Järva.
Die Landgemeinde lag 28 km von Paide entfernt. Neben dem Hauptort Järva-Madise gehörten zur Gemeinde die Dörfer Ageri, Ahula, Albu, Kaalepi, Lehtmetsa, Mägede, Mõnuvere, Neitla, Orgmetsa, Peedu, Pullevere, Seidla, Soosalu, Sugalepa und Vetepere.
Albu wurde erstmals 1282 urkundlich erwähnt. Zahlreiche Herrenhäuser wurden im 16. und 17. Jahrhundert in der Umgebung errichtet. Sehenswert sind vor allem das gut erhaltene Herrenhaus von Albu, eines der ältesten in Estland, sowie die im 13. Jahrhundert erbaute Matthäus-Kirche in Järva-Madise. In Vetepere befindet sich das Geburtshaus des estnischen Nationalautors Anton Hansen Tammsaare, das heute als Museum dient. Die Umgebung lädt zu Wanderungen und Kanufahrten ein.